# سراب (کبودرآهنگ)
سراب (کبودرآهنگ)، روستایی از توابع بخش گل‌تپه شهرستان کبودرآهنگ در استان همدان ایران است.

## جمعیت
این روستا در دهستان علی‌صدر قرار دارد و براساس سرشماری مرکز آمار ایران در سال ۱۳۹۵، جمعیت آن ۷۴۱ نفر (۲۲۸ خانوار) بوده‌است.